# Кричевський Василь Григорович
Васи́ль Григо́рович Криче́вський  (31 грудня 1872 (12 січня 1873), с. Ворожба, Лебединський повіт, Харківська губернія, Слобідська Україна у складі Російської імперії — 15 листопада 1952, Каракас, Венесуела) — український художник, архітектор, графік, засновник української професійної університетської архітектурної та художньої освіти. Заслужений діяч мистецтв УРСР, доктор мистецтвознавства, професор.
Творець нового українського стилю в архітектурі — Українського архітектурного модерну. Автор Державного Герба УНР, проєкт якого був прийнятий Центральною Радою 22 березня 1918 року. У живописі Василь Кричевський був представником ліричного «українського імпресіонізму», у графіці він пов'язував сучасність із здобутками книжкових прикрас XVII—XVIII століть.
Був патріархом великої родини Кричевських, яка дала українському мистецтву ряд видатних особистостей. Батько художників Василя та Миколи, митців, які здобули собі розголос особливо за свої праці аквареллю, художниці Галини Кричевської-Лінде. Дід Катерини Василівни Кричевської-Росандич. Брат Федора Кричевського — видатного митця і педагога.

## Життєпис
Народився 31 грудня 1872 (12 січня 1873) року в слободі Ворожба на Слобожанщині. Він був найстаршим з 8 дітей міщанина, повітового земського фельдшера Григора Якимовича Кричевського та його дружини Прасковії Григорівни. Навчався у школі в рідному селі. У 1880—1882 роках навчався у двокласній школі в селі Верхня Сироватка. Потім навчався в місті Харкові в залізнично-технічному училищі.

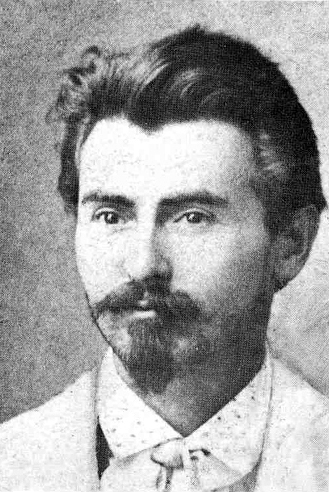
Василь Кричевський у 1901.

Здобувши в училищі фах кресляра, працював у архітектора С. І. Загоскіна, А. Н. Шпігеля, головним архітектурним помічником академіка Олексія Бекетова. Роботи, подані на вступний іспит до Петербурзької академії мистецтв Наукова рада визнала за твори майстра, який має підготовку рівну академічному курсу. У 1902 р. бере участь у виставці на XII археологічному з'їзді у Харкові.
У 1903 році одержав першу нагороду на конкурсі будинку Полтавського Земства, який був побудований за його планами і став зразком нового архітектурного стилю — Українського архітектурного модерну (УАМ), — основою якого стала спадщина та традиція української народної архітектури. У 1904—1908 роках брав участь у керівництві будівництвом та художньому оформленні цього будинку. Професор Микола Дьомін відносить Василя Кричевського до майстрів класичного (традиційного) напрямку архітектури.
На той час майстра запрошують подати прохання до петербурзької Академії мистецтв на присудження звання академіка архітектури. З 1907 р. працює в Києві створюючи низку стилістично вдалих будов, бере участь у виставці українського мистецтва (1911—1912), співпрацює з театром Миколи Садовського, оформлює ряд книг. У 1906–10 рр. проживав з родиною за адресою вул. Мала Житомирська, 3-а, 3/4, у квартирі № 6 з боку вул. Софійської.
У 1908—1909 роках за проєктом Кричевського оздоблюють величний шестиповерховий будинок з мансардою в українському стилі — прибутковий будинок Михайла Грушевського у Києві.
У 1912—1913 роках керував майстернями килимів Ханенків у селі Геленівці Васильківського повіту Київської губернії і керамічною школою в Миргороді. На замовлення відомого мецената-мільйонера Богдана Ханенка Василь Кричевський виконав картони (ескізи) килимів на теми українського народного мистецтва. Оленівська майстерня виткала ті килими для подружжя Ханенків.
У 1917 році став одним із засновників Української академії мистецтв.
Багато років збирав предмети української народної творчості і, будучи тонким знавцем української етнографії, зумів укомплектувати одну з найбагатших колекцій того типу в Україні. На жаль, збірка Василя Кричевського, що містилася в будинку Михайла Грушевського, згоріла під час артилерійського обстрілу, який вчинили більшовики 1918 року.
- Засновники Української академії мистецтв. Стоять (зліва направо): Нарбут, Василь Кричевський, Бойчук. Сидять (зліва направо): Маневич, Мурашко, Федір Кричевський, Грушевський, Стешенко, Бурачек. Грудень 1917.
- Руїни будинку Грушевського після штурму Києва Муравйовим, лютий 1918.

Член Товариства Українських Архітекторів (з 1918 р.). З початку 1920-х років до 1940-х мешкав на вул. Стрілецька, № 28.
Від 1922 р. звертається до викладання: ініціатор створення Українського (Київського) архітектурного інституту НАОМА, викладає там у 1922—1941 роках, завідувач кафедрою, професор (1922), доктор мистецтвознавства (1939); в 1930—1936 роках викладач кафедри архітектурного проектування Київського інженерно-будівельного інституту (КІБІ, нині КНУБА), організатор та керівник секції малюнку та живопису (від 1934 р. кафедри рисунку та живопису КНУБА). За української влади його обрали першим ректором Державної Академії Мистецтва в Києві, а пізніше був професором Архітектурного Інституту і Мистецького Інституту в Києві, який большевицька адміністрація переорганізувала з Державної Академії Мистецтва. Серед учнів — Йосип Каракіс, який навчався у Василя Кричевського «Інтер'єру житлових і громадських будівель» і техніці живопису. В період активізації течії конструктивізму в архітектурі робив спроби поєднання його з народною традицією, впливу чого зазнали його тодішні студенти; мав досвід роботи в неоампірних пошуках радянської архітектури, прищеплюючи і там елементи народного мистецтва.
Керував мистецькою частиною у виробництві великих українських фільмів «Тарас Шевченко», «Тарас Трясило». «Борислав сміється» та «Звенигора» в 1925—1927 роках. У 1935—1936 роках оформив фільм «Назар Стодоля», а в 1937 році — перший в Україні кольоровий фільм «Сорочинський ярмарок». У 1940 році у Києві була влаштована велика індивідуальна виставка його праць, яка мала 1055 експонатів.
Під час війни покинув Київ і виїхав спочатку до Львова, де був ректором Вищої образотворчої студії. Потім викладачі та студенти переїхали на Лемківщину (Криниця; село Лабова, у якому розписували церкву, зокрема, одним з студентів був Володимир Воронюк). Пізніше переїхав до Німеччини, 1949 року — на постійне місце проживання до Каракаса (Венесуела), де й помер 15 листопада 1952 року. Через деякий час відбулося його перепоховання на українському цвинтарі св. Андрія в м. Баунд-Брук, штат Нью-Джерсі, США.

## Малярство
Частина робіт художника перебуває за кордоном, найбільша — в Українському музеї Нью-Йорка. У 2003 році онука Василя Кричевського Оксана де Лінде передала приблизно 300 робіт Кричевського від його доньки Галини Кричевської-Лінде, що мешкає у Венесуелі, до Харкова, Полтави, Лебедина, Києва в дарунок українським музеям. Зокрема, до 40 творів містяться в колекції Харківського художнього музею. Унікальна колекція картин художника зберігається в Музеї української діаспори в Києві. Творчість художника представлена в Зібранні (колекції) образотворчого мистецтва Градобанку.
Автор численних живописних робіт (серед них «На Дніпрі», 1900, «Ярмарок», 1913, «Пейзаж», 1934), декорацій до спектаклів «Ревізор», «Наталка Полтавка», «Сільська честь», «Богдан Хмельницький» (1908), кінокартин «Тарас Шевченко» (1925), «Тарас Трясило» (1926), «Звенигора» (1927), «Земля» (1930) — три останні — реж. О.Довженко, «Назар Стодоля», «Сорочинський ярмарок» (1936), численних творів декоративного мистецтва, книжкової графіки (зокрема обкладинка книги Ю. Яновського «Майстер корабля», 1928).

## Архітектура
Архітектурна творчість В. Г. Кричевського досліджувалась професором КНУБА В. В. Чепеликом: протягом 60–90-х років XX ст. В. В. Чепеликом було зафіксовано, досліджено (обмірено) ряд архітектурних творів В. Г. Кричевського, креслиники опубліковані та введені в науковий обіг, було створено наукове обґрунтування основоположної ролі та надважливого внеску В. Г. Кричевського в формування Українського архітектурного модерну (УАМ), результати досліджень були опубліковані в ряді статей та посмертній монографії В. В. Чепелика.
Основні роботи: Полтавське земство (1903—1908), Народний будинок у м. Лохвиці на Полтавщині, будинок Грушевських та школа ім. С. Г. Грушевського у Києві, ряд міських та приміських житлових будов, проект відновлення будинку Т. Г. Шевченка у Києві, конкурсний проект павільйону УРСР на виставці в Москві (1923), проект і макет сільського клубу-читальні на всесвітній виставці в Парижі (1925), інтер'єри будинку історичної секції ВУАН, перша черга «РОЛІТу» — будинок письменників у Києві (1928, в формах експресивного конструктивізму), меморіальний музей Т. Г. Шевченка в Каневі (1932—1939, в неокласичних формах з орнаментальними фрагментами українського стилю).

### Будинок Полтавського губернського земства (1903—1908)
Будинок споруджено в 1903—1908 роках за проєктом Василя Кричевського, з використанням первісних проєктів Є. І. Ширшова, М. О. Ніколаєва. Будинок Полтавського губернського земства став першим зразком нового стилю Українського архітектурного модерну на Полтавщині.
- Будинок Полтавського губернського земства
- Будинок Полтавського губернського земства. Вестибюль першого поверху

### Будинок І.І.Щітківського (1907—1908)
Першим будинком, спорудженим у Києві у стилі Український архітектурний модерн, стає дім І. І. Щітківського на вул. Полтавській, 4-а (1907—1908 pp.). Цей рядовий двоповерховий будинок був виконаний у дереві й обличкований цеглою, мав плаский фасад у сім вікон на поверх.

### Опішнянськийгончарний навчально-показовий пункт (1916—1919)
Будівлю Опішнянського гончарного навчально-показового пункту Полтавського губернського земства в стилі українського модерну збудовано 1916 року за проєктом Василя Кричевського та за діяльної участі інструктора гончарного виробництва з Галичини Юрія Лебіщака.

### Меморіальний будинок-музей Шевченка в Києві (1923—1924)
У 1923—1924 рр. Кричевський з'ясував, що в будинку на Хрещатицькому завулку, 8 у 1846 р. проживав Тарас Шевченко. Василю Кричевському належить не тільки постановка питання про реставрацію, а й художнє керівництво оформленням будинку-музею, складання художніх проєктів кімнат, майстерні й саду.

### Надгробок на могилі Михайла Грушевського
За проєктами В. Кричевського в Києві були побудовані:
- Прибутковий будинок (вул. Стрілецька, 28)
- Комплекс будівель міського училища ім. С. Ф. Грушевського (вул. Кирилівська, 164)

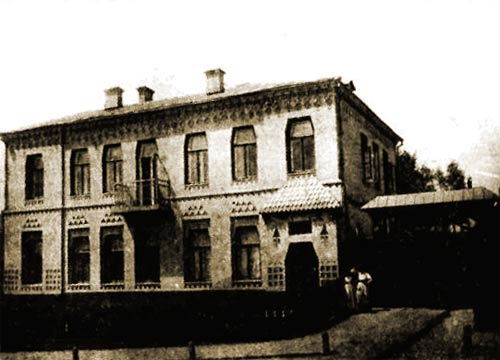
Житловий будинок І. І. Щітківського на вул. Полтавській, 4-а в Києві, 1907—1908 pp. Архіт. В. Г. Кричевський та ін.
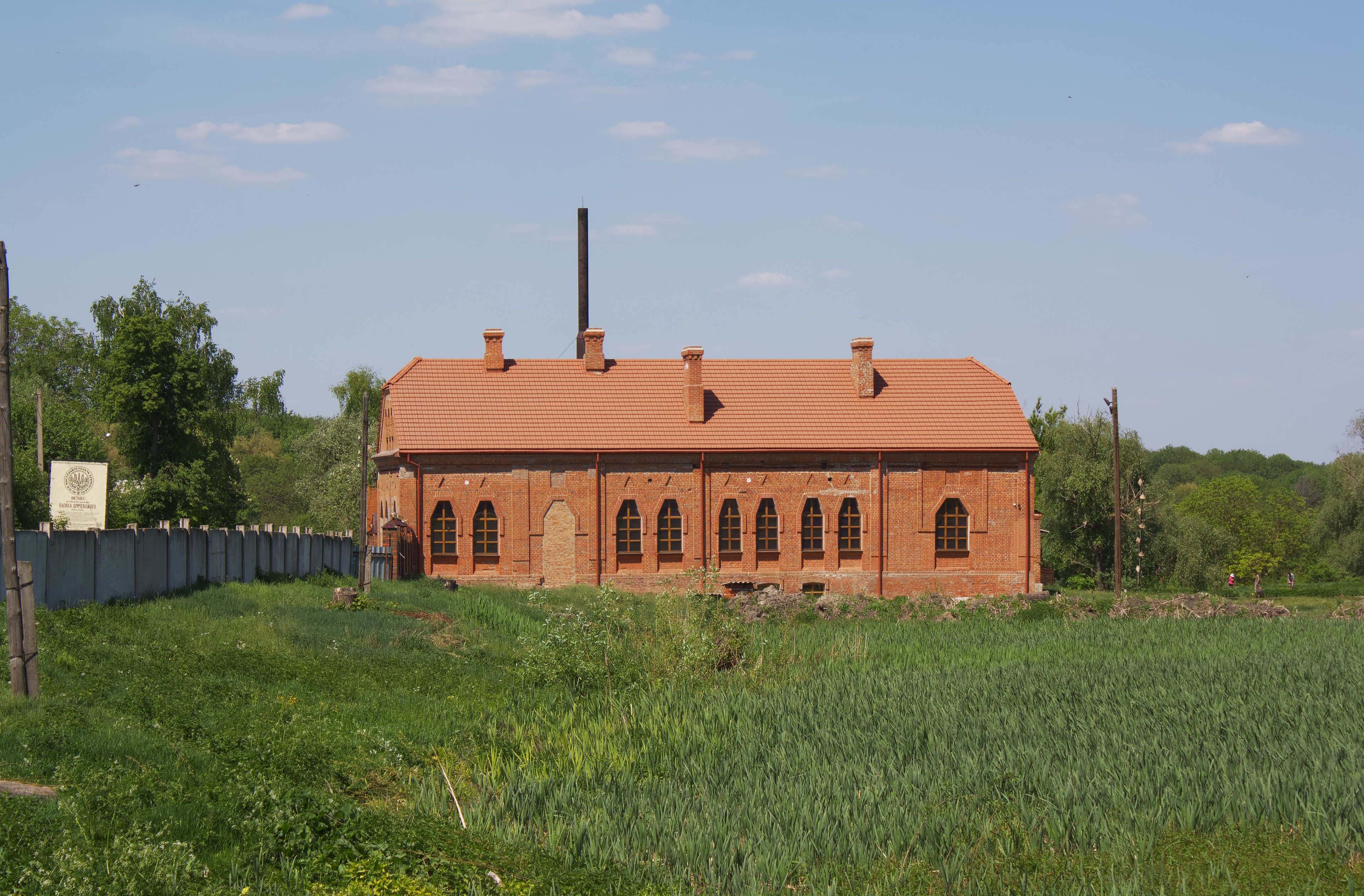
Будинок Опішнянського гончарного навчально-показового пункту Полтавського губернського земства
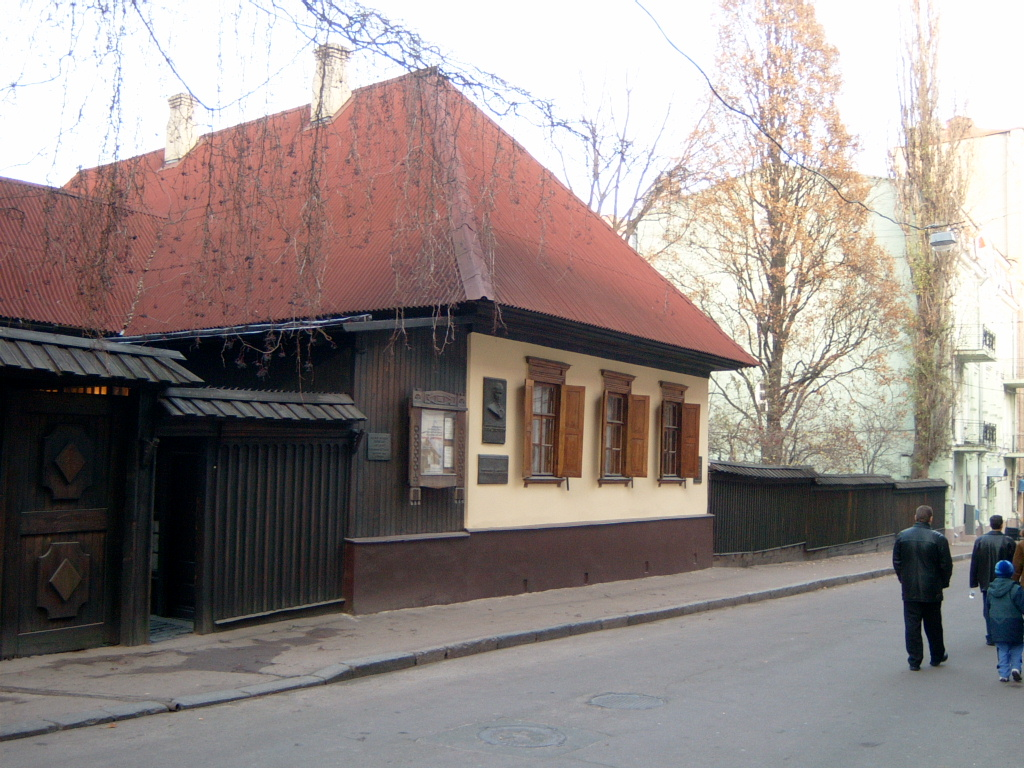
Літературно-меморіальний будинок-музей Тараса Шевченка в Києві
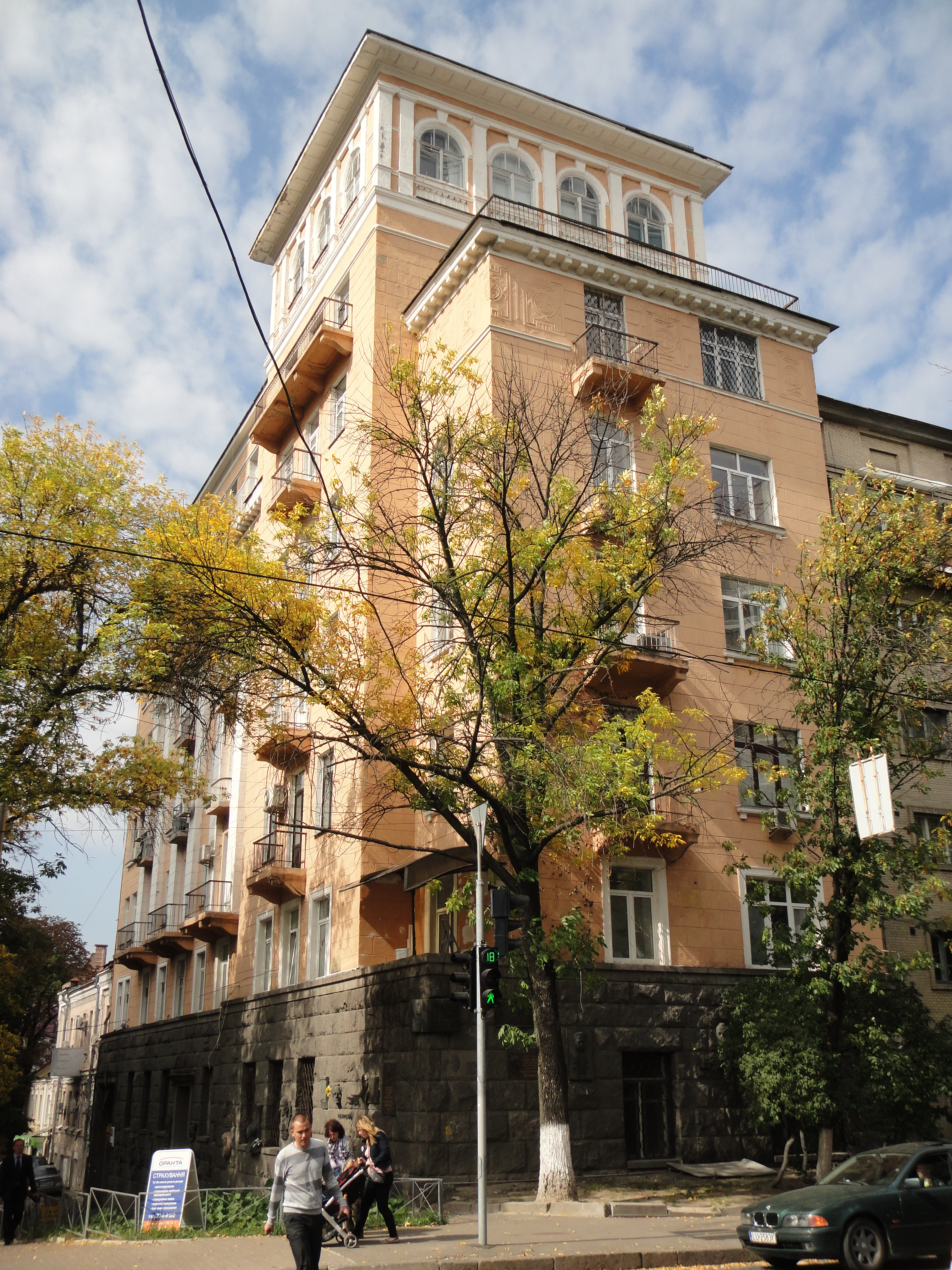
Будинок письменників «Роліт» у Києві склав В. Г. Кричевський разом зі П. Костирком. 1932–1939
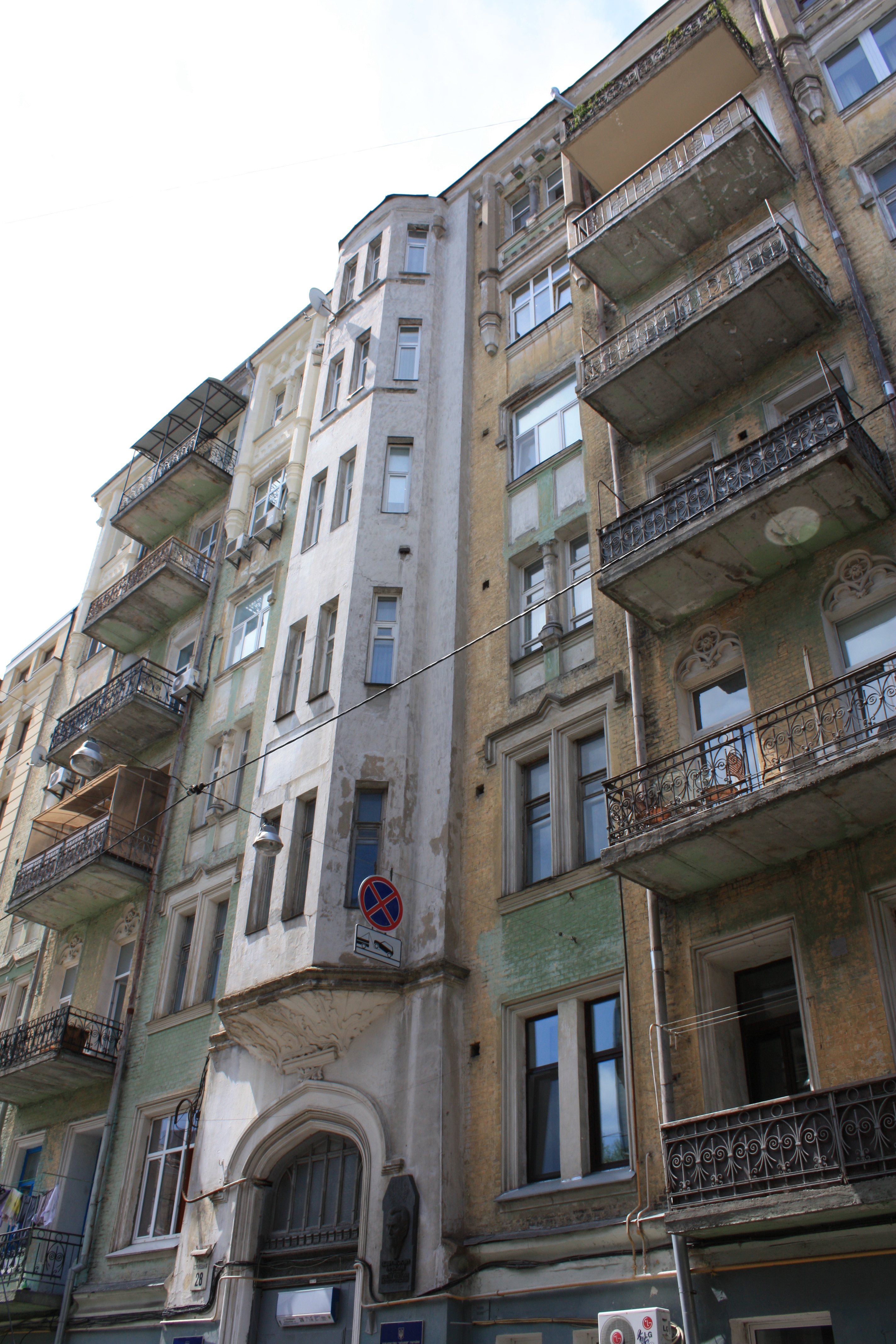
Прибутковий будинок вул. Стрілецька, 28
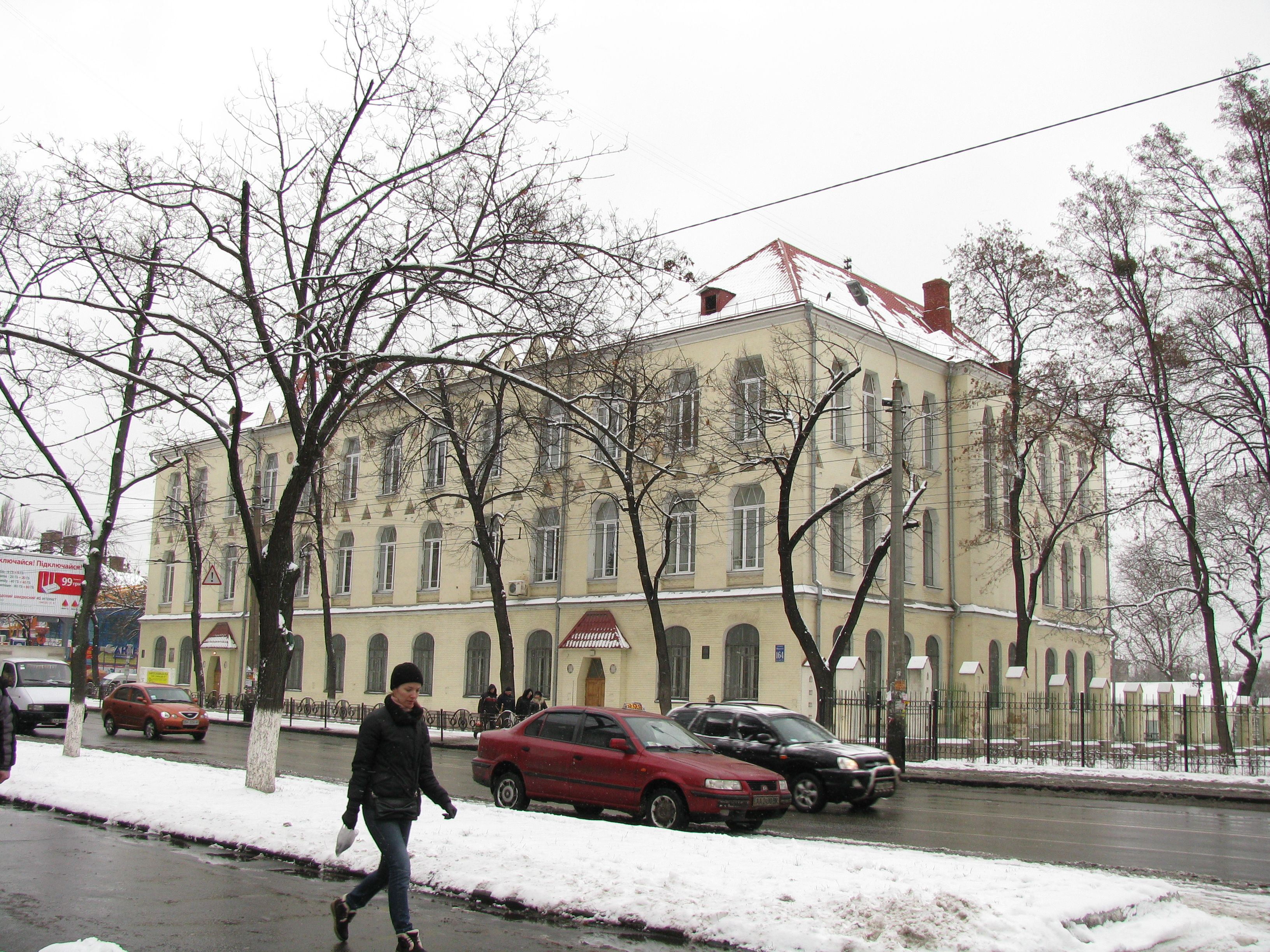
Комплекс будівель міського училища ім. С. Ф. Грушевського

## Графіка
22 березня 1918 р. Центральна Рада затвердила проєкти В. Кричевського, зокрема, герб, розроблений ним на основі Володимирового Тризуба.

Малий державний герб УНР В. Кричевського
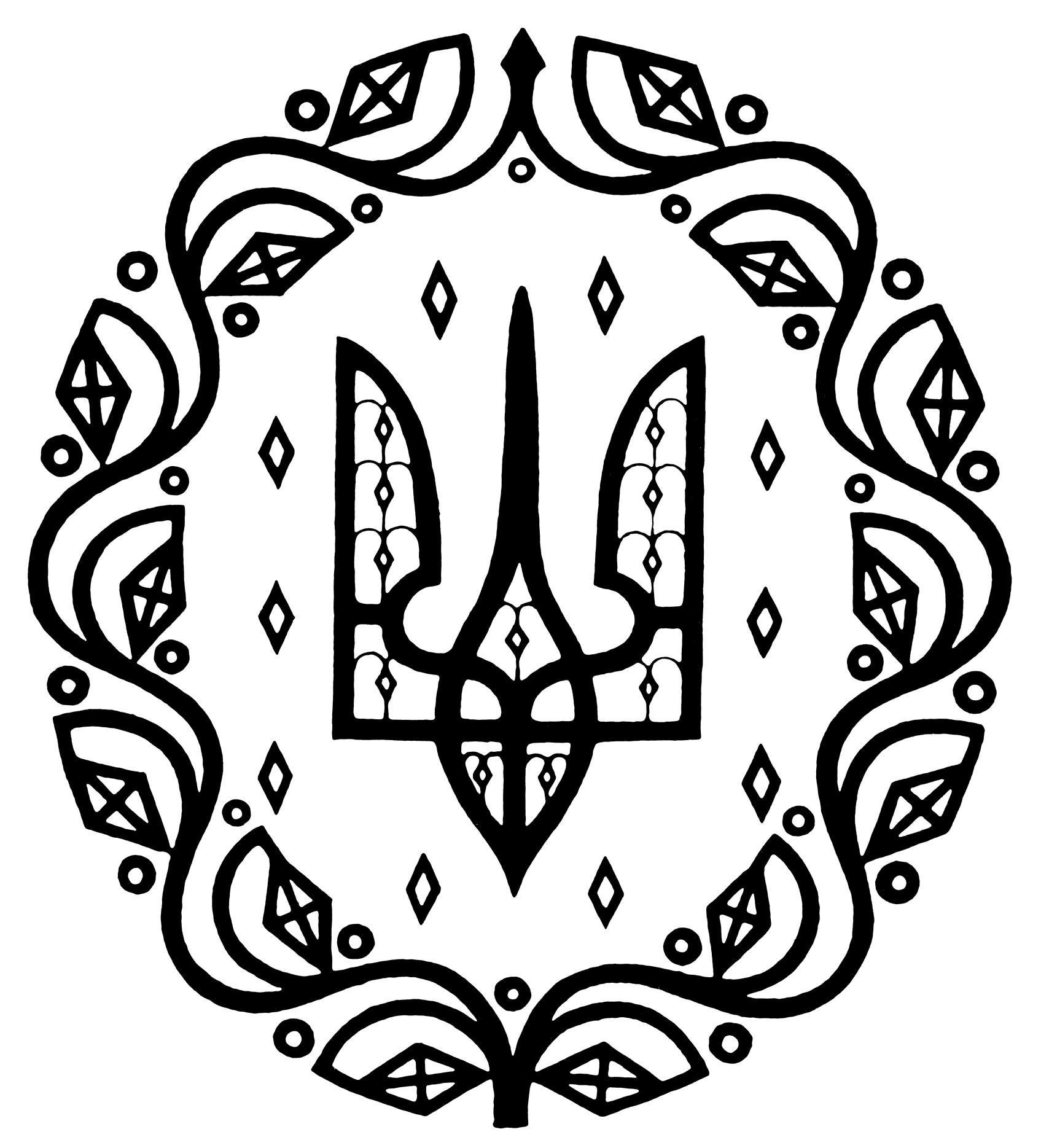
Великий державний герб УНР за проєктом В. Кричевського. 1918
Велика державна печатка УНР В. Кричевського. 1918
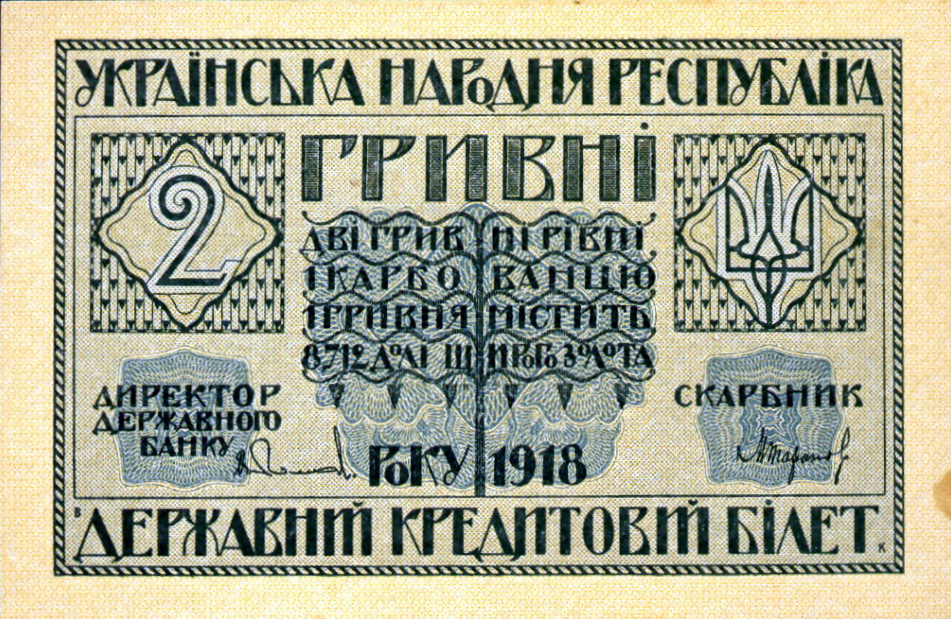
Державний кредитовий білет УНР В. Кричевського. 1918. Лицева сторона.
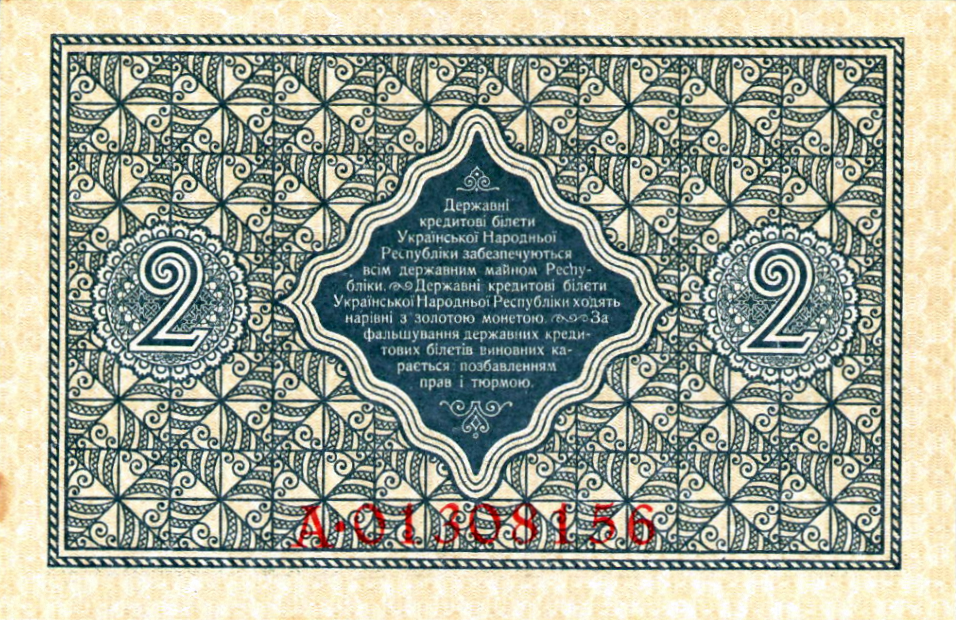
Державний кредитовий білет УНР за проєктом Кричевського. 1918. Зворотна сторона.

## Кіно
Василь Кричевський був фактично першим українським митцем, що розпочав працювати в кіно на студії в місті Одеса. Він узяв участь як художник у створенні фільмів:
- «Тарас Шевченко» (режисер Петро Чардинін) 1925—1926
- «Маленький Тарас» 1925—1926
- «Тарас Трясило» 1926—1927
- «Два дні» 1926—1927
- «За стіною» («Мова стін») 1927—1928
- «Людина з лісу» 1927—1928
- «Борислав сміється» 1925—1927
- «Звенигора» (режисер Олександр Довженко). 1925—1927
- «Земля» (режисер Олександр Довженко). 1930
- «Повість про гаряче серце» 1936
- «Назар Стодоля» 1936—1937
- «Кармелюк» 1937—1938
- «Сорочинський ярмарок» 1937

Після вимушеної еміграції митця за кордони СРСР більшість кінострічок знищила радянськацензура. Відомості про працю Кричевського зберігає музей кіностудії в Одесі.

## Пам'ятники

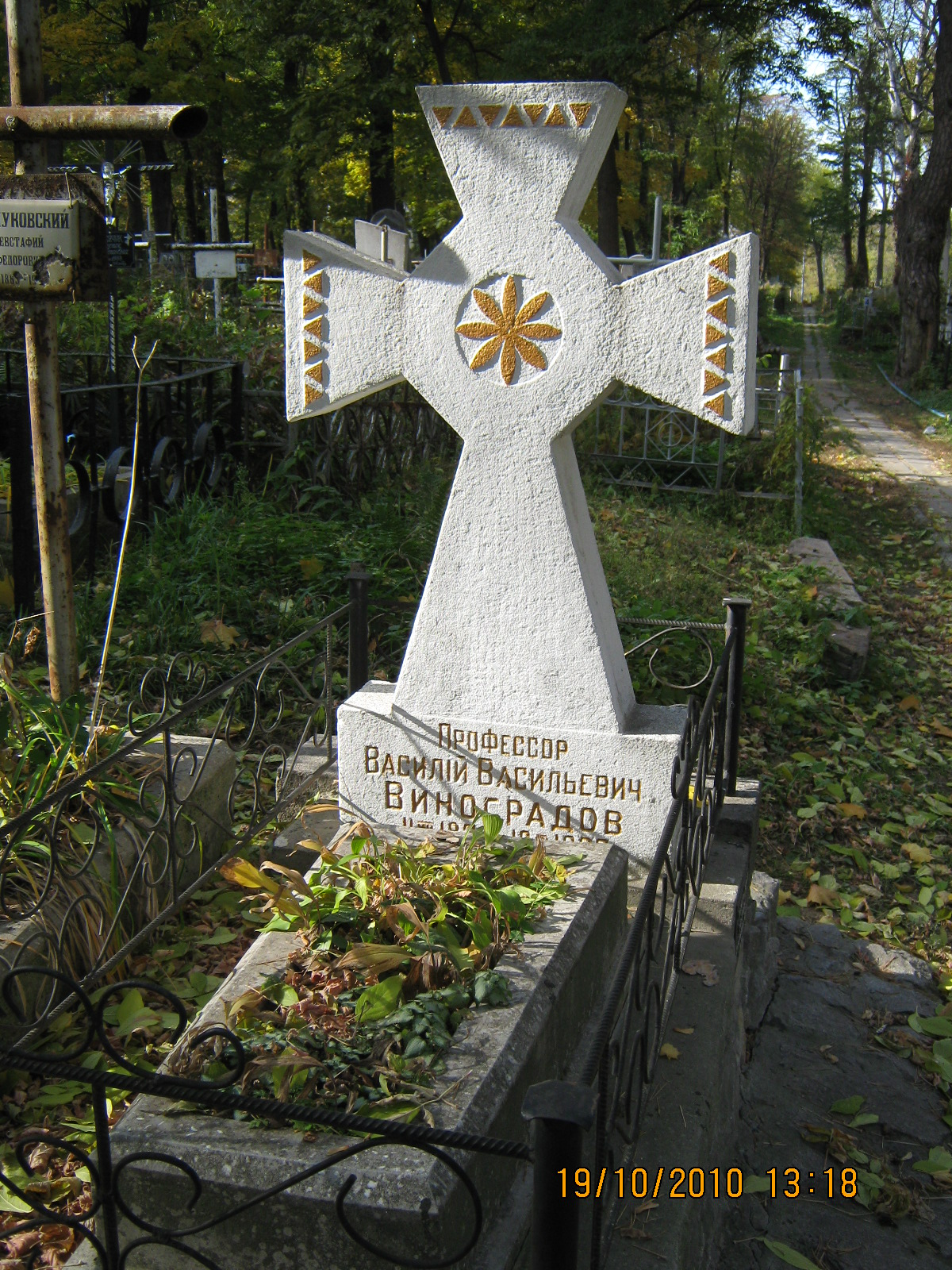
Надгробок Василя Виноградова у вигляді георгіївського хреста в Києві на Лук'янівському цвинтарі
Меморіальна дошка. Київ, вул. Стрілецька, 28
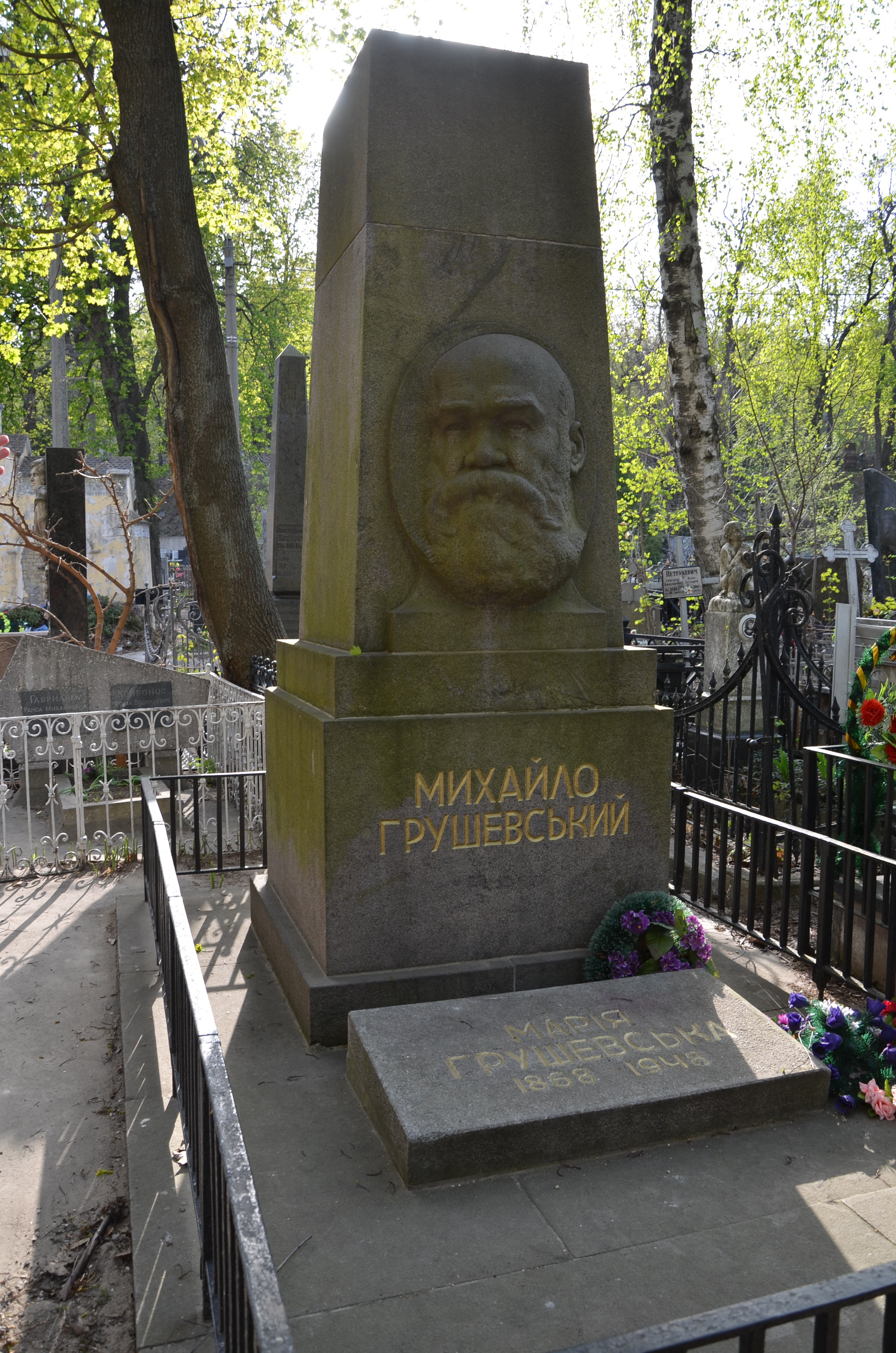
Надгробок на могилі Михайла Грушевського на Байковому кладовищі біля Вознесенської церкви в Києві.

## Вшанування пам'яті
|                                                    |  |  |
| Пам'ятна монета НБУ присвячена Василю Кричевському |  |  |

- У 1974 р. в Нью-Йорку надрукована книга про Василя Кричевського «Життя й робота» (автор Вадим Павловський).
- У 1997 р. в Україні випущена марка з портретом Василя Кричевського.
- 21 серпня 2008 р. відкрита меморіальна дошка Кричевському в Харкові на будинку радіотехнічного технікуму, вулиці Сумська, 18/20. Василь Григорович є розроблювачем ескізів ліпнини, які прикрашають будинки міста дотепер: автотранспортний технікум, будинок 28, і Будинок техніки, будинок 26, колишні Земельний та Торговий банки на площі Конституції, радіотехнічний технікум на вулиці Сумській, будинок 18/20, колишній Будинок Ради з'їзду гірничопромисловців півдня Росії, тощо.
- 10 січня 2013 року засновано Музей мистецької родини Кричевських [Архівовано 15 листопада 2021 у Wayback Machine.] в Опішні.
- 2014 року присвоєно ім'я Василя Григоровича Кричевського Колегіуму мистецтв у Опішні, на стіні колегіуму встановлено меморіальну дошку[19].
- 20 травня 2016 року в Броварах з'явилось вулиця, названа на честь Василя Кричевського[20].
- Восени 2016 року в Харкові видано книжку «Василь Григорович Кричевський: хрестоматія. Том І. 1891—1943 рр.» (Видавець Савчук О. О.)[21].
- Пам'ятний знак Василю Кричевському встановлено 28 вересня 2020 року в Верхня Сироватка, на території школи.

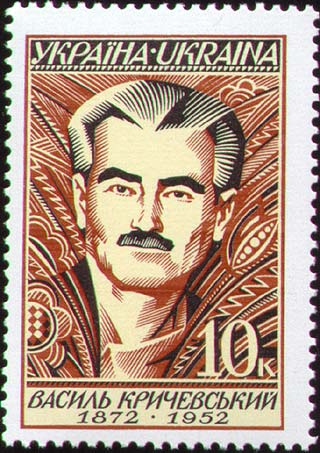
Поштова марка 1997 р. на честь В. Г. Кричевського
Меморіальна дошка в Харкові
Меморіальна дошка на честь Василя Кричевського на стіні колегіуму
Стіна гончарної слави України. Музей мистецької родини Кричевських
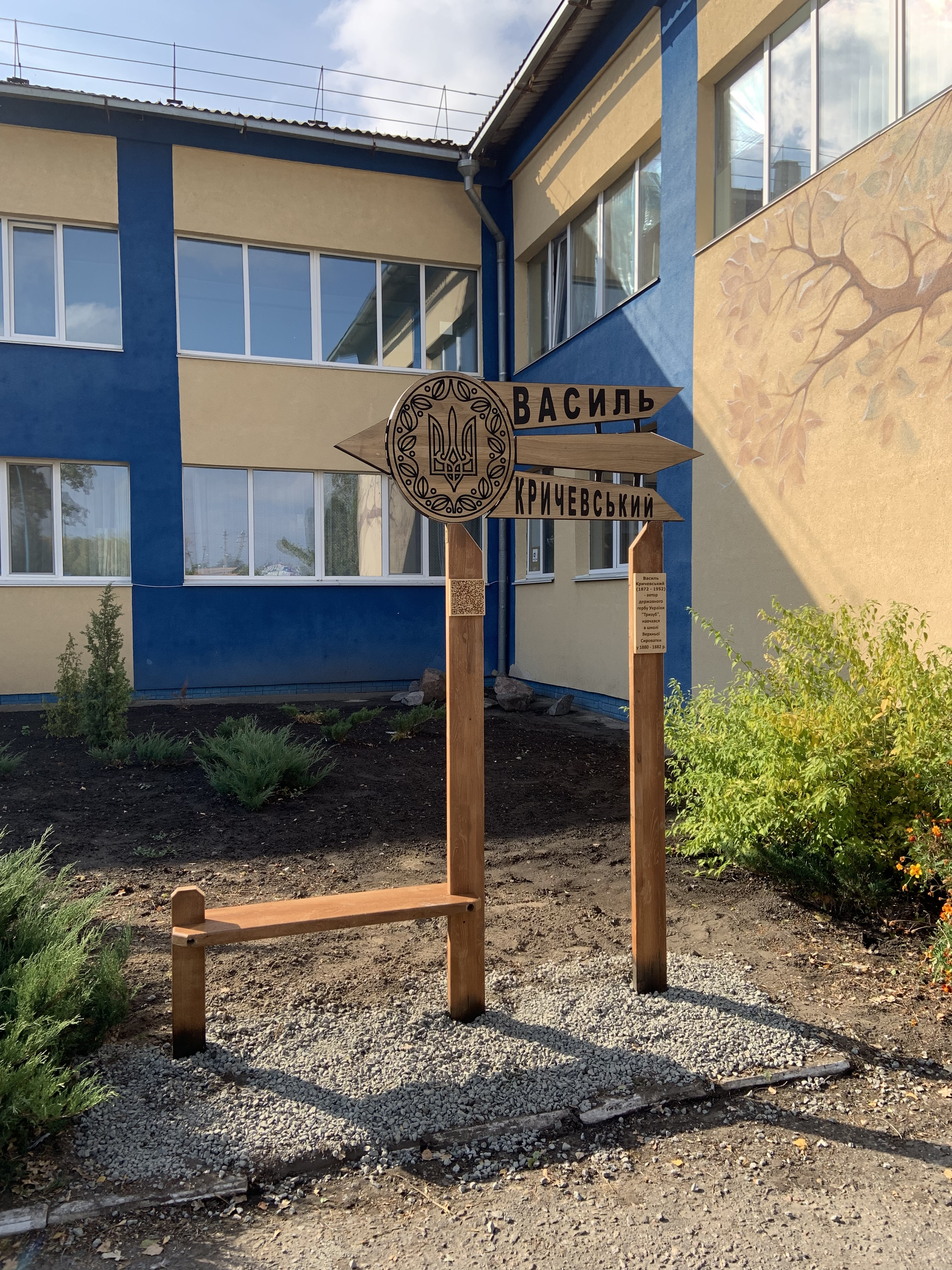
село Верхня Сироватка пам'ятний знак Василю Кричевському